# Chaunax latipunctatus
Chaunax latipunctatus is een straalvinnige vissensoort uit de familie van chaunaciden (Chaunacidae). De wetenschappelijke naam van de soort is voor het eerst geldig gepubliceerd in 1984 door Le Danois.